# Ganancias del comercio
Las ganancias del comercio son, en economía, los beneficios netos para los agentes económicos de que se les permita un aumento voluntario del comercio con cada uno de los otros. En términos técnicos, son el aumento del excedente del consumidor más el excedente del productor a partir de la reducción de los aranceles o de la liberalización del comercio.

## Dinámica
Las ganancias del comercio se describen comúnmente como resultado de:
- la especialización en la producción por la división del trabajo, las economías de escala, y la disponibilidad relativa de los recursos de los factores en los tipos de producción de las explotaciones agrícolas, las empresas y las economías.[5]
- un aumento resultante en las posibilidades totales de salida
- comercio a través de los mercados de la venta de un tipo de producto por otros bienes más valorados.[6]

Los incentivos de mercado, como los reflejados en los precios de los productos y los insumos, se teorizan para atraer los factores de producción, incluida la mano de obra, hacia actividades de acuerdo con la ventaja comparativa, es decir, para las cuales cada uno tiene un bajo costo de oportunidad. Los propietarios de los factores utilizan luego sus mayores ingresos de esa especialización para comprar bienes más valorados de los que serían productores con altos costos, de ahí sus ganancias del comercio. El concepto puede aplicarse a toda una economía para las alternativas de autarquía (sin comercio) o de comercio. Una medida de las ganancias totales del comercio es la suma del excedente del consumidor y los beneficios del productor o, más aproximadamente, el aumento del producto de la especialización en la producción con el comercio resultante. Las ganancias del comercio también pueden referirse a los beneficios netos para un país por la reducción de los obstáculos al comercio, como los aranceles a las importaciones.
David Ricardo en 1817, fue el primero que declaró claramente y demostró el principio de la ventaja comparativa, dando una "explicación analítica fundamental" para la fuente de ganancias del comercio. Pero a partir de la publicación de La riqueza de las naciones de Adam Smith en 1776, se argumentó ampliamente que, con la competencia y las distorsiones del mercado ausentes, tales ganancias son positivas al avanzar hacia el libre comercio y lejos de la autarquía o los aranceles de importación prohibitivamente altos. Las afirmaciones rigurosas de principios de la época sobre las condiciones bajo las cuales se sostiene esta proposición se encuentran en Samuelson en 1939 y 1962. Para el caso general del modelo manejable analíticamente de los bienes de Arrow-Debreu, las pruebas formales llegaron en 1972 para determinar la condición de no perdedores al pasar de la autarquía al libre comercio.
De esto no se deduce que no poner ningún arancel sea lo mejor que una economía pueda hacer. Más bien, una economía grande podría ser capaz de establecer impuestos y subsidios en su beneficio a expensas de otras economías. Resultados posteriores de Kemp y otros demostraron que en un mundo según el modelo Arrow-Debreu, con un sistema de mecanismos de compensación global, correspondiente a una unión aduanera para un subconjunto determinado de países (descrito por el libre comercio entre un grupo de economías y un conjunto común) de aranceles), existe un conjunto común de aranceles mundiales, de modo que ningún país estaría peor que en la unión aduanera más pequeña. La sugerencia es que si una unión aduanera tiene ventajas para una economía, existe una unión aduanera mundial que es al menos tan buena para cada país en el mundo.

## Medición
Los economistas clásicos sostienen que hay dos métodos para medir las ganancias del comercio: 1) el comercio internacional aumenta el ingreso nacional que nos ayuda a obtener importaciones a bajo precio; 2) las ganancias se miden en términos de intercambio. Para medir los beneficios del comercio, se requiere la comparación del costo de producción de un país con el costo de producción de un país extranjero para el mismo producto. Sin embargo, es muy difícil adquirir el conocimiento del costo de producción y el costo de las importaciones en un país. Por lo tanto, el método de términos de intercambio es preferible para medir las ganancias del comercio.

## Factores que afectan a los beneficios del comercio
Hay varios factores que determinan los beneficios del comercio internacional:
1. Diferencias en la relación de costos: las ganancias del comercio internacional dependen de las diferencias en los índices de costos comparativos en los dos países que comercian. Cuanto menor es la diferencia entre el tipo de cambio y el costo de producción, menores son las ganancias del comercio y viceversa.
2. Demanda y oferta: si un país tiene ganancias elásticas de oferta y demanda, las ganancias del comercio son mayores que si la demanda y la oferta son inelásticas.
3. Disponibilidad de factores: el comercio internacional se basa en la especialización y un país se especializa en función de la disponibilidad de los factores de producción. Aumentará los índices de costos internos y, por lo tanto, las ganancias del comercio.
4. Tamaño del país: si un país es pequeño, es relativamente fácil para ellos especializarse en la producción de un producto y exportar el excedente de producción a un país grande y obtener más ganancias del comercio internacional. Mientras que si un país es de gran tamaño, entonces tienen que especializarse en más de un bien porque el exceso de producción de un solo producto no se puede exportar por completo a un país pequeño, ya que la demanda de bienes se reducirá con mucha frecuencia. Por lo tanto, cuanto menor sea el tamaño del país, mayor será la ganancia del comercio.
5. Términos de intercambio: las ganancias del intercambio dependerán de los términos de intercambio. Si la relación de costos y los términos de intercambio están más cerca unos de otros, serán más las ganancias del comercio de los países participantes.
6. Eficiencia productiva: un aumento en la eficiencia productiva de un país también determina sus ganancias del comercio, ya que reduce el costo de producción y el precio de los bienes. Como resultado, el país importa ganancias al importar productos baratos.

## Ganancias estáticas y dinámicas del comercio
Las ganancias del comercio pueden ser ganancias estáticas y dinámicas de los intercambios. Las ganancias estáticas significan el aumento en el bienestar social como resultado del máximo rendimiento nacional debido a la utilización óptima de los recursos o dotaciones de factores del país. Los beneficios dinámicos del comercio son aquellos que aceleran el crecimiento económico de los países participantes.
Las ganancias estáticas son el resultado del funcionamiento de la teoría del costo comparativo en el campo del comercio exterior. Sobre este principio, los países hacen un uso óptimo de sus recursos disponibles para que su producción nacional sea mayor, lo que también eleva el nivel de bienestar social en el país. Cuando hay una introducción del comercio exterior en la economía, el resultado se llama ganancias estáticas del comercio.
Las ganancias dinámicas del comercio se relacionan con el desarrollo económico. La especialización del país para la producción de los productos más adecuados que da como resultado un gran volumen de producción de calidad que promueve el crecimiento. Por lo tanto, la extensión del mercado interno al mercado extranjero acelerará el crecimiento económico.